# 基谢利诺耶农村居民点
基谢利诺耶农村居民点（俄语：Киселинское сельское поселение）是俄罗斯联邦沃罗涅日州捷尔诺夫卡区所属的一个农村居民点。其下辖有5个居民点，行政中心为杜布罗夫卡。据2016年统计，该农村居民点的人口为945人。